# Yarsan giáo

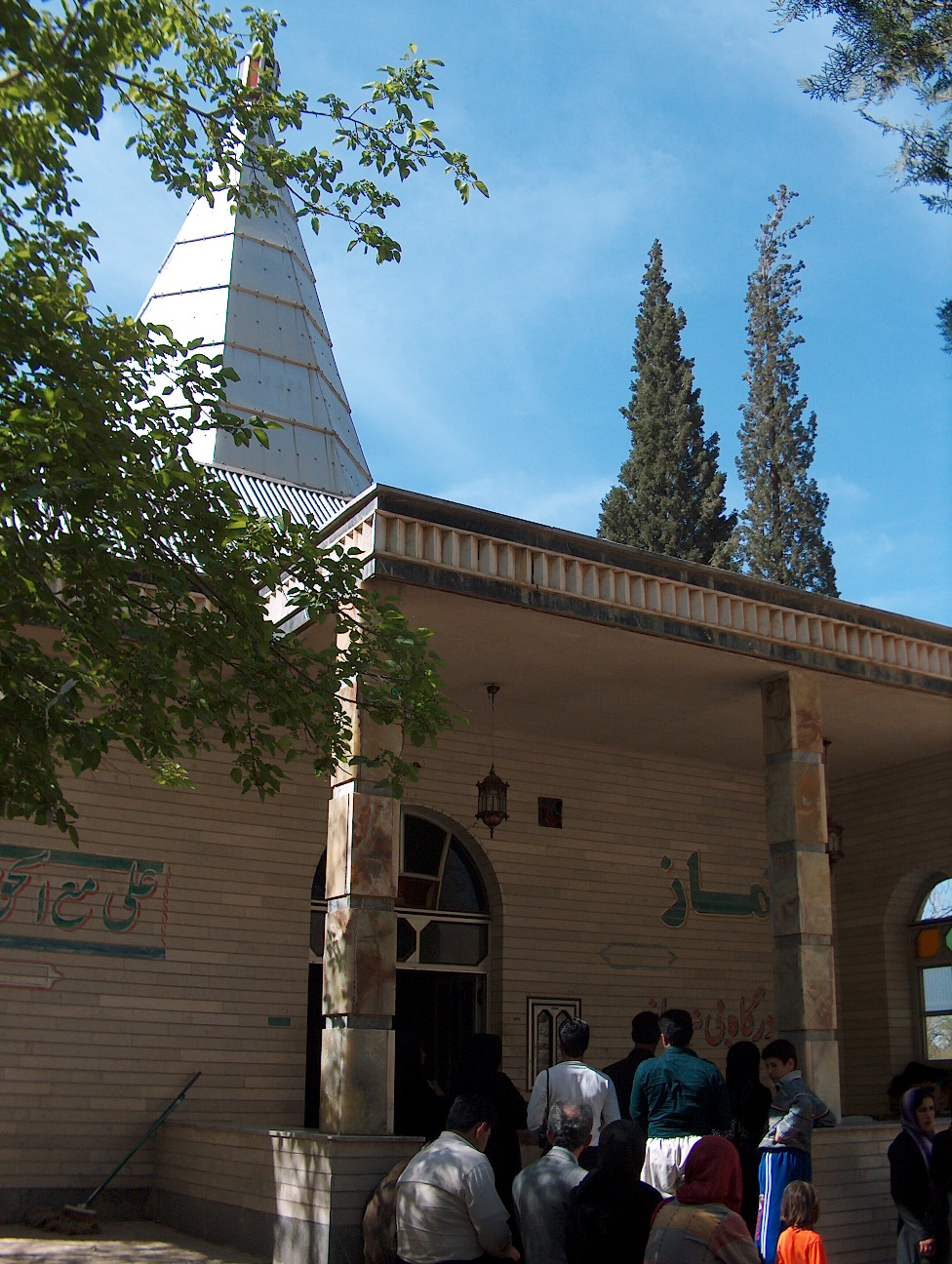
Lăng mộ Thánh Dawoud là một trong những đền thờ thiêng liêng của Yarsan giáo

Yarsan giáo, Ahle Haqq hay Kaka'i (tiếng Kurd: یارسان, Yarsan ; tiếng Ba Tư: اهل حق, Ahl-e Ḥaqq; nghĩa chữ là "Người của Chân lý"), là một tôn giáo hỗn tạp (syncretism) do Sultan Sahak thành lập vào nửa cuối thế kỷ 14 ở miền tây Iran.
Tổng số tín đồ Yarsan ước tính vào khoảng 2 đến 3 triệu. 
Họ chủ yếu có mặt ở miền tây Iran và miền đông Iraq, và chủ yếu là người Kurd thuộc bộ lạc Goran, 
mặc dù cũng có những nhóm nhỏ hơn người Thổ Nhĩ Kỳ, Ba Tư, Luri, Azerbaijan và Ả Rập khác.
Một số tín đồ Yarsan ở Iraq được gọi là Kaka'i. Người Yarsan nói rằng một số người gọi họ một cách miệt thị là "Ali-o-allahi" hoặc "những người tôn thờ Ali" mà họ phủ nhận. Nhiều người Yarsan che giấu tôn giáo của họ do áp lực của hệ thống Hồi giáo của Iran, và do đó không có số liệu thống kê chính xác về dân số của họ.
Tín đồ Yarsan có một nền văn học tôn giáo riêng biệt chủ yếu được viết bằng tiếng Gorani, một ngôn ngữ Tây Bắc Iran thuộc nhánh Zaza-Gorani. Tuy nhiên rất ít người Yarsan hiện đại có thể đọc hoặc viết tiếng Gorani vì tiếng mẹ đẻ của họ là tiếng Nam Kurd và Sorani, thuộc hai nhánh khác của ngôn ngữ Kurd. Những người thuyết trình về Sarli sống gần Eski Kalak là những tín đồ.  Cuốn sách tôn giáo căn bản của họ được gọi là Kalâm-e Saranjâm, được viết vào thế kỷ 15 dựa trên những lời dạy của Sultan Sahak.
Người Yarsan tin rằng Mặt trời và lửa là những thứ linh thiêng và tuân theo các nguyên tắc bình đẳng, thuần khiết, công bình và hợp nhất, điều này khiến một số nhà nghiên cứu tìm ra nguồn gốc Mithra giáo (Mithraism) trong tôn giáo này.
Yarsan giáo ít được đề cập đến trong các sách lịch sử tôn giáo vì giáo lý và nghi lễ của nó phần lớn là bí mật. Tín đồ Yarsan hành lễ các nghi lễ của họ một cách bí mật, nhưng điều này không làm giảm bớt sự quấy rối người Yarsan bởi các chính phủ Hồi giáo hoặc các nước khác trong nhiều thế kỷ. Những người theo tôn giáo này nói rằng sau cuộc Cách mạng Hồi giáo ở Iran, áp lực lên cộng đồng Yarsan đã gia tăng và họ đã bị tước đoạt và phân biệt đối xử trong hơn 30 năm.
Một trong những dấu hiệu của đàn ông Yarsan là ria mép, như trong sách thánh Kalâm-e Saranjâm nói rằng mọi người đàn ông đều phải có ria để tham gia các nghi lễ tôn giáo Yarsan.